# 피플 익스프레스 항공
피플 익스프레스 항공(영어: People Express Airlines)은 1981년 설립되어 1987년에 콘티넨탈 항공에 합병된 미국의 저비용 항공사로 허브 공항은 볼티모어 워싱턴 국제공항, 뉴어크 리버티 국제공항이 있다.

## 역사
1981년에 설립되어 루프트한자로부터 보잉 737를 임대받아 같은 해 4월 30일에 버팔로, 콜롬버스, 노퍽에 취항하기 시작했다. 같은 해 6월에 화물 열차에 구내에서 일어난 사고로 인해 항공편이 취소되기도 했으나 이후에 플로리다주까지 운항 노선을 확대했다. 1983년 5월 영국항공으로부터 보잉 747를 임대받아 최초의 국제선인 런던 개트윅 공항에 취항했다. 프랑크푸르트와 파리 국제선의 운항도 신청했지만 저비용 항공사란 이유로 기각했다. 브뤼셀과 몬트리올에 국제선 노선을 신설 했으나 좌석은 원칙적 전석 보통 자리로 했다. 이후에 국제선이 취항되면서 수석 자리인 프리미엄 클레스를 신설했다. 회사는 계속 순조롭게 성장하여 1985년에 덴버에 본사를 두고 프론티어 에어를 인수 후 합병했다. 하지만 대형 항공사의 공세로 인해 경영난에 시달리게 되었고 구 프론티어 에어에서 이적한 직원의 노동 운동의 일환으로 파업이 일어났다. 또한 기내 서비스가 무료로 이루어지면서 프론티어 에어의 고객들도 반발하기 시작했다. 1986년 6월에 경영난을 해결하기 위해 은행과 손잡고 다른 회사를 인수하는 방안을 찾았으나 대형 항공사와 결렬이 되면서 인수에 실패하고 말았다. 1987년 2월 1일에 더 이상 취항이 불가능 하면서 미국 동해안 노선을 늘리기 위해 콘티넨탈 항공이 이 회사를 인수 후 합병되면서 사실상 소멸되고 말았다. 2012년 2월에 피플 익스프레스 에어란 사명으로 저비용 항공사로 설립 했으나 이 회사와 무관하다.

## 특징

### 저렴한 요금
피플 익스프레스 항공은 대형 항공사에 비해 요금이 싸고 항공권을 언제 사도 같은 가격 기내 손님은 모두 같은 금액을 지불 탄다는 간단한 요금 체계를 구축했다. 다만 동절기에 일부 노선에 가격을 인상했다. 즉 현재 주류인 사전 구매 요금을 설정하지 않았다. 또한 회사는 이 일률 요금 체계를 역수에 있어서, 현재는 생각할 수 없는 요금 징수 방법을 채택했다. 그것은 공항에서 예약 손님이나 당일의 급강하게 되면서 고객에 우선 탑승권을 전달하고 그대로 출발 기내에서 요금을 징수하는 것이었다. 이것도 일률 요금였기 때문에 생긴 재주였다.

### 서비스 감소
비용 절감을 위해 많은 저비용 항공사 마찬가지로 물 이외의 무료 기내 서비스는 존재하지 않은 대신 간단한 음식인 소프트 드링크, 간식, 스낵만 판매했다. 또한 공항에서 수화물 처리 비용을 줄이기 위해 기내에 수하물 반입을 권장했다. 보관 물품은 1개까지 무료이지만 2번째 1개당 3달러 징수했다. 현재는 보안 검사의 관점에서, 기내 반입 수화물은 적을수록 환영 했으나 회사는 정반대의 수법을 취하고 있었다. 따라서 화물 선반은 대형 개조하고 있었다.

## 같이 보기
- 미국의 없어진 항공사 목록